# جبل روابيهو

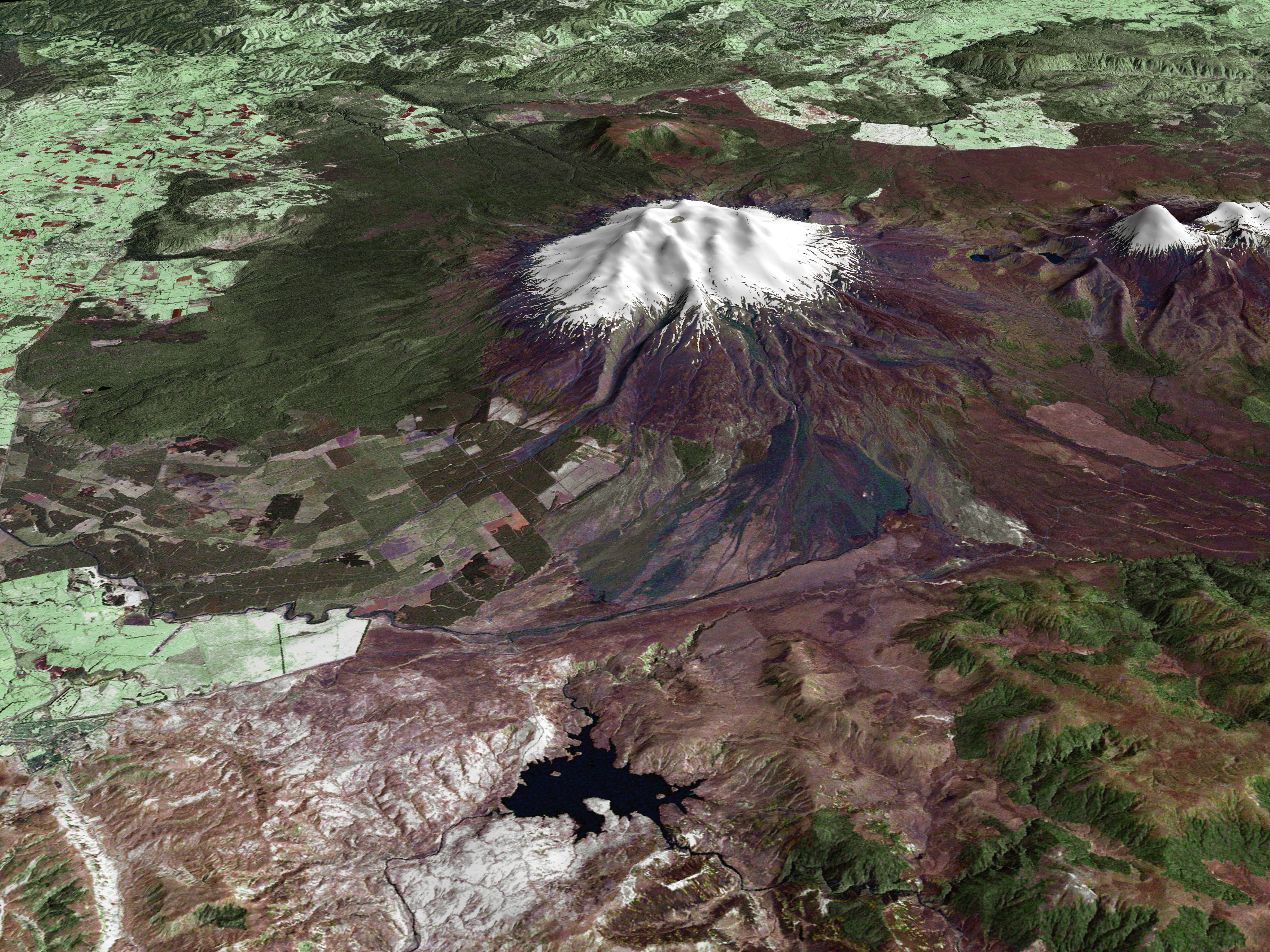
صورة مركبة من القمر الصناعي تتجه غربًا عبر روابيهو.

جبل روابيهو (بالإنجليزية: Mount Ruapehu)، وهو بركان طبقي نشط في الطرف الجنوبي من منطقة تاوبو البركانية في نيوزيلندا. تقع على بعد 23 كم (14 ميل) شمال شرق أوهاكون و 23 كم (14 ميل) جنوب غرب الشاطئ الجنوبي لبحيرة تاوبو، داخل حديقة تونجاريرو الوطنية. تقع منتجعات التزلج الرئيسية في الجزيرة الشمالية والأنهار الجليدية فقط على منحدراتها.
جبل روابيهو أكبر بركان نشط في نيوزيلندا، وهو أعلى نقطة في الجزيرة الشمالية وله ثلاث قمم رئيسية: قمة توهانجي (2,797 م)، قمة هيوهي (2,755 م)، وقمة براتيتايوتونغا (2,751 م). تقع الفوهه العميقة النشطة بين القمم المليئة بالمياه بين الانفجارات الكبرى، والمعروفة باسم بحيرة كريتر.

## النشاط البركاني
يتكون جبل روابيهو إلى حد كبير من أنديزيت وبدأ في الظهور منذ 250 ألف عام على الأقل. في التاريخ المسجل كانت الثورات البركانية الكبرى على بعد حوالي 50 عامًا، في الأعوام التالية: 1895-1945-1995-1996 تتكرر الانفجارات البركانية الصغيرة، مع ما لا يقل عن 60عام منذ عام 1945؛ ولدت بعض الانفجارات الطفيفة في السبعينيات على هيئة شلالات صغيرة من الرماد والانهيارات الطينية (التدفقات الطينية) التي دمرت حقول التزلج.
بين الانفجارات الكبرى تتشكل بحيرة كريتر الحمضية الدافئة، ويغذيها ذوبان الجليد. قد تؤدي الانفجارات الكبرى إلى طرد مياه البحيرة تمامًا. عندما يؤدي الثوران البركاني الكبير إلى ترسيب سد تفرا عبر منفذ البحيرة، فقد ينهار السد بعد إعادة ملء البحيرة والارتفاع فوق مستوى منفذها الطبيعي، مما يتسبب في اندلاع المياه بشكل كبير. في عام 2000 تم تركيب نظام الإنذار والتحذير الشرقي على الجبل للكشف عن هذا الانهيار وتنبيه السلطات المختصة.

### ثوران عام 1945 وما بعده
أدى ثوران البركان في عام 1945م إلى إفراغ بحيرة كريتر وسد منفذ تيفرا. تمت إعادة ملء الحفرة ببطء بالمياه، حتى انهار سد تفرا في 24 ديسمبرسنة 1953م؛ مما تسبب في حالة من اللهاث في نهر وانجاهو. تسبب اللهار في كارثة تانغيواي، حيث قتل 151 شخصًا، عندما انهار جسر تانغيواي للسكك الحديدية عبر نهر وانغيهو، بينما كان نهر لاهار في فيضان كامل قبل عبوره القطار السريع.
كان معروفًا بالفعل أن النهر قد قوض جزئيًا أحد أرصفة الجسر وأنهى اللهار المهمة، مما تسبب في انهيار الجسر. على الرغم من التحذير من الجسر المنهار؛ لم يتمكن سائق القطار من إيقاف القطار في الوقت المناسب وسقطت ست عربات في النهر.

### انفجار عامي 1995–1996
حدثت الانفجارات المذهلة خلال عامي 1995 و1996م. كانت روابيهو تظهر علامات على زيادة النشاط منذ أواخر نوفمبر عام 1994م، مع ارتفاع درجات حرارة بحيرة كريتر وسلسلة من الانفجارات التي زادت شدتها على مدار تسعة أشهر تقريبًا. لوحظ العديد من اللاهار، في كل من نهر وانغيهو ومناطق أخرى من الجبل، بين 18 سبتمبر و25 سبتمبر عام 1995م، مما يشير إلى إفراغ بحيرة كريتر بسبب الانفجارات.
أصدرت إدارة الحفظ على الفور تحذيرات بالمخاطر ونصحت الناس بالابتعاد عن الجبل، وبالتالي إنهاء موسم التزلج. عطلت سحابة الثوران السفر الجوي، وأغلقت المطارات والمجال الجوي للجزيرة الشمالية الوسطى. سقط الرماد الأسود الشبيه بالرمال على الأراضي الزراعية المحيطة وكان لابد من نقل المخزون. دخل الرماد أيضًا إلى مجاري المياه وتم غسله في مخزونات القلم والتوربينات الخاصة بمحطة الطاقة رانغيبو مما تسبب في تآكل سريع على ريش التوربينات التي كان لا بد من إعادة بنائها. استمرت الانفجارات العرضية حتى نهاية نوفمبر 1995.
في غضون ساعات من الإندلاع الكبير خلال الليل الذي تم الإبلاغ عنه في 25 سبتمبر عام 1995م، كانت وسائل الإعلام تحاول الحصول على فيديو مباشر للثوران، وقام المصورون الهواة بنشر صور ثوران على شبكة الويب العالمية. تم إنشاء كاميرا ويب، أطلق عليها اسم «كاميرا البركان» الأولى في العالم. منذ ذلك الحين تمت مراقبة روابيهو بواسطة كاميرا واحدة وأحيانًا عدة كاميرات بركانية.
كان هنالك مرحلة ثوران أخرى أصغر في صباح يوم 17 يونيو عام 1996م. على الرغم من سلسلة الانفجارات الصغيرة التي نشرت طبقات رقيقة من الرماد عبر مناطق التزلج «واكابابا» (Whakapapa) و«توروا» (Turoa)، فتحت حقول التزلج لموسم 1996. تم إغلاق توروا في 29 سبتمبر - في وقت أبكر من المعتاد، بينما ظلت واكابابا مفتوحًة حتى عطلة نهاية الأسبوع.
بعد ثوران عام 1996م، تم التعرف على أن الكارثة يمكن أن تحدث مرة أخرى عندما تنفجر بحيرة كريتر في سد الرماد البركاني الذي يسد منفذ البحيرة. هذه هي نفس الآلية التي تسببت في لاهار 1953م. امتلأت البحيرة بالتدريج بالثلوج الذائبة ووصلت إلى مستوى حافة الصخور الصلبة بحلول يناير 2005. وحدث اللهار أخيرًا في 18 مارس عام 2007م.

### انفجار عام 2006
انفجر بركان روابيهو في الساعة 10:30 مساءً في 4 أكتوبر 2006. تسبب الثوران الصغير في حدوث زلزال بركاني بلغت قوته 2.8 درجة، مما أدى إلى ارتفاع عمود الماء 200 متر في الهواء وقد أدى إلى موجات ارتفاعها 6 أمتار أي (20 قدمًا) وقد اصطدمت بجدار الحفرة.